# آب‌انبار خزاق
آب‌انبار خزاق مربوط به دوره قاجار است و در شهرستان کاشان، ناحیه شهری کاشان، روستای خزاق، کوچه شهید نوروزی واقع شده و این اثر در تاریخ ۲ مرداد ۱۳۸۷ با شمارهٔ ثبت ۲۳۰۲۸ به‌عنوان یکی از آثار ملی ایران به ثبت رسیده است.